# Romano Canavese
Romano Canavese – miejscowość i gmina we Włoszech, w regionie Piemont, w prowincji Turyn.
Według danych na rok 2004 gminę zamieszkiwały 2943 osoby, 267,5 os./km².
Urodził się tutaj kardynał Tarcisio Bertone.